# Monsey
Monsey è un arrondissement del Benin situato nella città di Karimama (dipartimento di Alibori) con 9 047 abitanti (dato 2006).